# 松原友希のアフタースクールらじお
『松原友希のアフタースクールらじお』（まつばらゆきのアフタースクールらじお）は、2016年4月1日から2023年3月31日までIBC岩手放送で放送されていたラジオ番組。ここでは、2013年4月5日から2016年3月25日まで放送された『冨田奈央子のアフタースクールらじお!』（とみたなおこのアフタースクールらじお!）についても触れる。

## 出演者
- 松原友希（IBCアナウンサー） - 生徒会長
  - 2022年12月23日は、体調不良のため欠席し、川島有貴（IBCアナウンサー）が代役を務めた。
- 百岡古宵（元アイドルネッサンス、元開歌-かいか-） - 冨田担当時より「ユメかな部」部長として出演、2017年4月7日より副会長[1]
- キングオブチキン（オブチキ） - 生徒怪鳥（2021年秋からの新レギュラー。コーナーは「クリエイティ部」）

### 過去の出演者
- 冨田奈央子（担当当時IBCアナウンサー） - 番組における「役職」は「初代生徒会長」（2013年4月5日 - 2016年3月25日）。
- 臼澤みさき - 副会長

## 概要
初代生徒会長の冨田は、この番組の前に2012年10月から2013年3月まで放送されていた帯ワイド番組『マカタトSTUDIO 3600』の金曜日『花金アフタースクールラジオ!』を担当していた。
IBCラジオの金曜日21・22時台は、1998年4月開始の『シャッフルビートF』から『ツイテル!?』が終了する2012年9月まで、自社制作ワイド番組を長年放送しており、当番組の開始により半年のブランクを経て枠編成が旧に復すこととなった。
「ここはまるで学校の放課後?」「放課後はまだまだ終わらない」を合言葉に、自由な投稿を主軸としていた。
冨田が2016年3月31日付でIBCを退社することになり、当番組も3月25日放送分をもって降板する事になった。4月からは2代目生徒会長として、松原がパーソナリティを務める。
2018年10月5日よりスピンオフ番組『ゆき&こよいのアフらじ予習タイム』が放送開始（金曜 18:20 - 18:45、2019年4月 - 9月は金曜 18:10 - 18:30）。パーソナリティは松原友希と百岡古宵。『ゲツキンライブ1745』の開始に伴う、平日夕方の番組改編で2020年3月27日に終了した後、2022年4月1日から9月23日まで再び放送された（金曜 17:45 - 18:00）。

## コーナー
- 放課後開始時間当てクイズ

直前に放送されているプロ野球中継『IBCラジオ ゴールデンナイター』の延長によって変更される放送開始時間を予想する。
- 投稿紹介

毎週の登校（投稿）テーマを募集し、メールや番組Twitterアカウントに寄せられた投稿を紹介（ナイターオフ期）。
- 執行部室

ゲスト出演コーナー。
- 放送部

IBCつながるアプリ4択調査隊の結果発表、学生出演コーナーほか
- 音楽部

ミュージシャン、アーティストによるコメント出演
- 文芸部

さわや書店田口店長による書籍紹介
- ぜんりょく部

仙台を拠点に活動するTEAM ZENRYOKUのメンバーが、ぜんりょくで何かにチャレンジをしたり、アフらーへの質問に全力で答えていく。
- クリエイティ部

キングオブチキンによるデザインや音楽にまつわるコーナー。このコーナーで「CHICKEN CURRY MAGIC」と「AFTER SCHOOL」が制作され、後曲のインスト曲が番組エンディングに使用されている。
他にYESパソコン学院、お仕事見つけ隊、百岡古宵出演コーナーなど。

### 月一コーナー
- ユメかな部

AKB48・佐藤七海出演コーナー。
- 超ポジティ部

チャーマンズ出演コーナー。
- ダンス部

B-fam出演コーナー。
- 華金女子力部

美人時計盛岡所属モデル出演コーナー。